# WrestleMania III
WrestleMania III est le nom communément donné à la troisième édition de l'évènementielle réunion annuelle de catch (lutte professionnelle) américain WrestleMania, produite et présentée par la World Wrestling Entertainment (WWE) et vidéo-diffusée à travers le monde selon le principe du pay-per-view (paiement à la séance). Cet évènement de catch s'est déroulé le 29 mars 1987 au Pontiac Silverdome de Détroit dans le Michigan. Aretha Franklin a chanté America the Beautiful avant le show. Les autres célébrités présentes à l'événement étaient Bob Uecker, Mary Hart et Alice Cooper.
L'affluence de 93 173 spectateurs restera dans les annales comme la plus grande affluence enregistrée pour un événement sportif en Amérique du Nord. Ce record ne sera battu que 29 ans plus tard, le 3 avril 2016, une nouvelle fois par la WWE et une nouvelle fois à l'occasion d'une édition de WrestleMania : le 32ème opus, tenue en Arlington au Texas : 101 763 spectateurs.
WrestleMania III est le tout premier opus de la série évènementielle à inclure des animaux : Matilda, la chienne des British Bulldogs ; Damien, le python de Jake Roberts ; et Frankie le perroquet de Koko B. Ware.
En France, cet événement fit l'objet d'une diffusion sur Canal+, confirmant le principe du paiement exceptionnel supplémentaire des évènements diffusés en pay-per-view.

## Résultats
| #                                                          | Résultats | Stipulations                                                                | Commentaires | Durée |
| ---------------------------------------------------------- | --- | --------------------------------------------------------------------------- | --- | ----- |
| 1                                                          | The Can-Am Connection (Rick Martel et Tom Zenk) battent Cowboy Bob Orton et The Magnificent Don Muraco (avec Mr. Fuji)                                                                                                | Match par équipe                                                            | - Martel a effectué le tombé sur Muraco après un crossbody. | 05:25 |
| 2                                                          | Billy Haynes a combattu Hercules (avec Bobby Heenan) pour un double décompte à l'extérieur. | Match simple                                                                | - Après le match, Hercules ouvre le front de Haynes avec sa chaîne. | 24:55 |
| 3                                                          | Hillbilly Jim, The Haiti Kid et Little Beaver battent King Kong Bundy, Little Tokyo et Lord Littlebrook | Match par équipes de 3                                                      | - L'équipe de Bundy était disqualifiée quand celui-ci attaque Little Beaver. L'arbitre pensait que c'était injuste que Bundy attaquait un homme beaucoup plus petit que lui.                    | 02:52 |
| 4                                                          | Harley Race (avec Bobby "The Brain" Heenan et The Fabulous Moolah) battent The Junkyard Dog | Match simple à stipulation : le vaincu doit s'incliner devant le vainqueur. | - Race a effectué le tombé sur JYD après une belly-to-belly suplex. - Après le match, Junkyard Dog s'incline devant Race et finit par l'attaquer et voler sa robe.                              | 03:36 |
| 5                                                          | The Dream Team (Greg "The Hammer" Valentine et Brutus Beefcake) (avec Johnny Valiant et Dino Bravo) battent The Fabulous Rougeaus (Jacques et Raymond Rougeau)                                                        | Match par équipe                                                            | - Valentine a effectué le tombé sur Raymond avec l'aide de l'intervention de Dino Bravo. - Après le match Valentine, Bravo et Valiant abandonnent Beefcake.                                     | 04:48 |
| 6                                                          | Roddy Piper bat Adrian Adonis (avec Jimmy Hart) | Match simple à stipulation : le vainqueur tond la chevelure du vaincu.      | - Piper a battu Adonis avec son sleeper hold (prise du sommeil. - Après le match, Brutus Beefcake rase la tête d'Adonis, ce qui l'amène à se faire appeler désormais "The Barber." (le Barbier) | 13:43 |
| 7                                                          | The Hart Foundation (Bret "The Hitman" Hart et Jim "The Anvil" Neidhart) et Danny Davis (avec "The Mouth of the South" Jimmy Hart) battent The British Bulldogs (Davey Boy Smith et The Dynamite Kid) et Tito Santana | Match par équipes de 3                                                      | - Davis a effectué le tombé sur Smith après l'avoir frappé avec le mégaphone de Jimmy Hart. | 08:52 |
| 8                                                          | Butch Reed (avec Slick) bat Koko B. Ware | Match simple                                                                | - Reed a effectué le tombé de la victoire sur B.Ware à l'aide d'un roll-up. - Après le match, Tito Santana attaque Slick et lui ôte ses vêtements.                                              | 03:39 |
| 9                                                          | Ricky Steamboat (avec George "The Animal" Steele) bat "The Macho Man" Randy Savage (c) (avec Miss Elizabeth) | Match simple pour le WWF Intercontinental Championship                      | - Steamboat a effectué le tombé sur Savage en contrant un Scoop slam en un petit paquet. | 14:35 |
| 10                                                         | The Honky Tonk Man (avec Jimmy Hart) bat Jake The Snake Roberts (avec Alice Cooper) | Match simple                                                                | - Le Honky Tonk Man a effectué le tombé sur Roberts en s'aidant des cordes. - Après le match, Roberts et Cooper attaquent Jimmy Hart à l'aide du python Damien.                                 | 07:04 |
| 11                                                         | L'Iron Sheik et Nikolai Volkoff (avec Slick) battent The Killer Bees (Brian Blair et Jim Brunzell) par disqualification.                                                                                              | Match par équipe                                                            | - Les Killer Bees sont disqualifiés quand Jim Duggan interfère et frappe l'Iron Sheik avec son madrier.                                                                                         | 05:44 |
| 12                                                         | Hulk Hogan (c) def. André the Giant (avec Bobby "The Brain" Heenan) | Match simple pour le WWF Championship                                       | - Hogan a effectué le tombé sur André après un scoop slam et un leg drop. - C'est la première fois qu'André the Giant est soulevé par un adversaire unique, et perd un match par tombé.         | 12:01 |
| (c) désigne le champion défendant son titre dans le match. | |                                                                             | |       |